# Erik Melbye
Erik Melbye (Frederiksberg, 8 ottobre 1925 – Jægersborg, 16 maggio 2018) è stato un cestista e pallamanista danese.

## Carriera

### Pallacanestro
Con la Danimarca disputò i Campionati europei del 1951.